# Noires sont les galaxies
Noires sont les galaxies est une série télévisée française en 4 épisodes d'une cinquantaine de minutes, diffusée en 1981 sur Antenne 2. Elle a été écrite par Jacques Armand et réalisée par Daniel Moosmann.
Dans cette série qui a marqué par sa noirceur angoissante, des plantes sortaient du corps de personnes infestées, en leur faisant éclater le ventre, le dos ou les yeux. 
Cette série traitait de la lutte de deux races extraterrestres projetant d'envahir la Terre en occupant des corps humains dans une démarche qui s'apparentait à une forme de possession définitive. La race la plus agressive n'hésitait pas à posséder des humains vivants et à assimiler leur personnalité.
L'autre race s'était fait un devoir de ne posséder que des corps humains de personnes récemment décédées. Les corps ainsi ressuscités faisaient ensuite preuve de capacités surhumaines mais leur système immunitaire demeurait fragile. L'autre race avait ainsi déterminé qu'il suffisait de leur faire ingérer une graine d'une certaine plante pour que celle-ci puisse germer et croitre pour finir par détruire le corps hôte de l'extraterrestre.

## Dates de diffusion
- 1re partie : 15 mai 1981 (durée : 58 min)
- 2e partie : 22 mai 1981 (durée : 60 min)
- 3e partie : 29 mai 1981 (durée : 53 min)
- 4e partie : 5 juin 1981 (durée : 46 min)

## Distribution
- Richard Fontana : Patrick
- Catherine Leprince : Coretta
- François Perrot : Belloni
- Jacques Bouanich : L'employé de la morgue
- Catriona MacColl : Mme Genson

## Résumé des épisodes
- 1er épisode

Un homme se suicide nuitamment en se jetant à l'eau; son corps est alors récupéré par un inconnu (Stéphane Bouy). Peu après, des ambulanciers victimes d'un vol de cadavre en parlent à Patrick (Richard Fontana), un jeune interne à l'hôpital, en faisant des suppositions sur un trafic... Ils essaient de tendre un piège à l'inconnu mais échouent. Un soir, Patrick se retrouve mêlé à une querelle entre un homme et une femme. Il les suit dans la campagne et, tentant de défendre la jeune femme, il se fait rouer de coups par l'homme, qui finit par être poignardé dans le dos par la jeune femme. L'inconnu surgit alors pour récupérer le corps. Patrick recueille la jeune femme, Coretta (Catherine Leprince), chez lui. C'est une danseuse de music-hall et l'homme assassiné était son patron, un truand nommé Belloni (François Perrot).

On voit l'inconnu en discussion avec un noble sur les terres d'un manoir de Bretagne. Celui-ci lui enjoint de trouver toujours plus de cadavres. L'inconnu va alors retrouver Coretta pour lui demander, moyennant finances, de lui procurer le corps d'une femme d'environ 25 ans. Elle va trouver Patrick pour le lui demander mais il refuse. Revenant rendre compte de son échec à l'inconnu, celui-ci finit par la menacer de se servir de son propre corps. Effrayée, elle réussit cette fois à persuader Patrick de l'aider et ce dernier, à condition de ne plus avoir affaire à elle, subtilise un cadavre correspondant à la description à la morgue de l'hôpital, à la grande satisfaction de l'inconnu. 
- 2e épisode

Coretta possède à présent une jolie somme, fruit de la vente du cadavre. En se baladant dans les rayons d'un magasin de disques, elle tombe soudain nez à nez avec Belloni, l'homme assassiné. Sous la frayeur, elle s'évanouit dans ses bras. Il la ranime et l'emmène au café pour s'excuser de lui avoir fait peur. Chose étrange, il ne semble pas la reconnaître, et se présente sous le nom de Maubourdin, bijoutier. Coretta va alors chercher Patrick pour lui faire part des faits. Tout d'abord mécontent de la revoir, il accepte de l'accompagner à la boutique de Maubourdin et constate avec la même perplexité qu'elle qu'il s'agit bien du même homme. De plus, la photo de sa femme affichée sur son bureau montre le visage du cadavre fourni quelque temps plus tôt à l'inconnu... Ils se font alors inviter chez Maubourdin et non seulement sa femme est bien le cadavre volé, mais de plus, à l'occasion d'une baignade dans sa piscine, ils constatent la présence sur le dos de Maubourdin de la cicatrice du coup de couteau. Il les informe de son départ prochain quelques jours durant pour affaires. Comme son absence se prolonge, Mme Maubourdin demande à Patrick de venir soigner son angoisse. Elle lui confie sa peur, et la nature véritable de leur couple : loin d'être deux humains unis par amour, il s'agit en réalité de deux extraterrestres exilés en temps de guerre sur la Terre, considérée par la race dominante comme une sorte de camp de déportation, qui serait idéale pour eux si elle n'était pas si polluée par les humains.

Mme Maubourdin demande à Patrick de découvrir ce qui est arrivé à son mari car son absence prolongée n'est pas naturelle... Il la laisse aux soins de Coretta pour la rassurer et part enquêter. Il passe d'abord à la maison de l'inconnu, dérobe un dossier en son absence, mais au retour de celui-ci, est forcé de le lui rendre : l'inconnu soulève sa voiture sans effort apparent ! Puis il se rend à l'hôtel Prince de Galles où devait séjourner Maubourdin. Après un petit temps de guet dans l'entrée, il repère deux hommes et les suit en taxi. Là, il arrive dans un village, sinistré depuis que l'usine principale a fermé. Il rôde dans les parages et finit par observer le curieux manège de personnes en combinaison, qui s'activent près d'un engin sphérique aux grandes écoutilles lumineuses. Surpris, il s'enfuit.
- 3e épisode

Essayant de fuir en autostop, Patrick est endormi puis ramené à l'installation mystérieuse et emprisonné dans une sorte de carcan. Soudain, un homme lance une sirène d'alarme, qui semble mettre en état de faiblesse les personnes présentes. Il s'agit de Maubourdin, qui délivre Patrick et l'emmène avec lui. Il lui explique un peu plus en détail ce que sa femme avait commencé à avouer à Patrick : il appartient à une faction extraterrestre exilée sur Terre par la guerre et la race dominante. La pollution les force à emprunter des corps humains, qu'ils récupèrent de morts récents. Ils ont cependant une grande force, des pouvoirs psychiques (manifestés par des yeux brillants) leur permettant de contrôler les humains, et une grande intelligence qui les aide à réussir dans leurs entreprises. Mais trop de choses ne vont pas en ce moment, il confie à Patrick la même inquiétude que sa femme. Retournant à la maison, ils la trouvent déserte. Ils se rendent alors à une sorte de banque pour les extraterrestres exis. Patrick les appâte et tend une embuscade à l'employé qui sort pour le suivre. Maubourdin le maîtrise avec le son du klaxon, mais tandis qu'ils se posent des questions sur quoi faire, l'homme sort une poire avec laquelle il souffle au nez de Maubourdin, puis s'enfuit.
Ensuite, ils passent à la maison de l'inconnu. Celui-ci est très mal en point et leur avoue avoir trahi les exis. Juste après leur départ, un cri horrible s'élève et ils reviennent en hâte, pour constater la mort de l'inconnu, transpercé par des plantes. Maubourdin comprend le comportement de l'employé de banque : il lui a fait respirer une graine extraterrestre qui s'installe dans le corps des exis et pousse en leur transperçant le corps. Se sachant condamné, il demande néanmoins à Patrick de l'accompagner au manoir de Kerlut, sorte de centre de formation des exis (ils brûlent au passage le corps de l'inconnu, dans lequel la plante continue de croître). Sur place, ils constatent une véritable hécatombe d'exis. Le manoir est un charnier, rempli de corps transpercés par la fameuse plante. Dans une grange à proximité, ils assistent discrètement à une assemblée en extase devant des projections d'étoiles, et à la harangue d'une femme ; celle-ci dit que la guerre galactique se présentant de plus en plus mal, ils vont devoir envahir la Terre, et pour cela prévoir des assassinats d'humains en masse. Maubourdin se sentant mal, Patrick l'aide à sortir de la grange. Dans le grenier, ils découvrent d'autres corps enfermés dans des bulles. La plante transperce alors le corps de Maubourdin et Patrick s'enfuit du manoir.
- 4e épisode

Pendant ce temps, Mme Maubourdin et Coretta sont allées à l'hôtel Prince de Galles. Mme Maubourdin s'y fait agresser et s'en sort grâce à sa force surhumaine d'exi, puis fuit en moto avec Coretta. Mais elle a été contaminée et quelque temps plus tard, elle meurt transpercée sous les yeux horrifiés de la jeune femme. Quelques secondes après, des hommes arrivent, la maîtrisent et emmènent le cadavre. Ils le brûlent en forêt et Coretta en profite pour s'enfuir. Patrick la retrouve chez lui et ils décident de laisser tomber toute cette affaire dangereuse et compliquée. Mais quand ils voient à la télé qu'un homme, le professeur Mathot, qui était sur le point de participer à une émission sur les extraterrestres, s'est suicidé, et que Patrick reconnaît la femme du manoir en la personne de Mme Mathot, il ne peut s'empêcher de vouloir y aller, à la grande répugnance de Coretta. Il la laisse seule pour interroger tranquillement la femme du professeur chez elle. Après un échange sibyllin, au cours duquel il réussit à lui subtiliser les clés de l'appartement, il fait mine de sortir, pour mieux revenir en douce et fouiller ensuite l'appartement. Il voit une pierre s'illuminer et voit Mme Mathot, peu surprise de son effraction. Elle lui explique que la pierre vient de sa planète et réagit à la présence des extraterrestres ninx, à la faction de laquelle elle appartient, tout comme son défunt mari. Cette espèce garde une partie des souvenirs de son hôte humain, ce qui lui permet une meilleure intégration dans la société terrestre. Mais le professeur était trop influencé par son ancienne personnalité et allait faire des révélations gênantes.
Patrick réussit à s'enfuir malgré l'emprise des yeux de Mme Mathot, en emportant la pierre. En arrivant chez lui, il appelle Coretta, tout heureux de lui montrer la preuve qu'il a réussi à trouver. Il déchante vite lorsque la pierre s'illumine à l'arrivée de la jeune femme... elle est devenue l'une des leurs. Patrick fuit de nouveau, toujours avec la pierre, et la dépose dans les escaliers du métro : elle s'illumine au passage de presque chaque personne...

## DVD
- France :

La série est sortie dans son intégralité en DVD.
- Les joyaux de la télévision : Noires sont les galaxies L'Intégrale (Coffret 2 DVD-9) (4 épisodes) est sorti le 8 février 2017 chez Elephant Films. Le ratio image est en 1.33:1 plein écran 4:3 en version française sans sous-titres. En suppléments des bandes annonces des séries de l'éditeur. Il s'agit d'une édition All Zones 0. ASIN B01NAE3WK2